# NGC 1653
NGC 1653 é uma galáxia elíptica (E) localizada na direcção da constelação de Eridanus. Possui uma declinação de -02° 23' 34" e uma ascensão recta de 4 horas, 45 minutos e 47,5 segundos.
A galáxia NGC 1653 foi descoberta em 1 de Fevereiro de 1786 por William Herschel.